# Carphacis striatus
Carphacis striatus är en skalbaggsart som först beskrevs av Olivier 1795.  Carphacis striatus ingår i släktet Carphacis, och familjen kortvingar. Enligt den finländska rödlistan är arten nära hotad i Finland. Enligt den svenska rödlistan är arten sårbar i Sverige. Arten förekommer i Götaland, Öland och Svealand. Artens livsmiljö är naturlundskogar.